# NGC 2598
NGC 2598 est une galaxie spirale barrée située dans la constellation du Cancer. NGC 2598 a été découverte par l'astronome allemand Albert Marth en 1864.

## Caractéristiques
Sa vitesse par rapport au fond diffus cosmologique est de 4 816 ± 17 km/s, ce qui correspond à une distance de Hubble de 71,0 ± 5,0 Mpc (∼232 millions d'al).
À ce jour, trois mesures non basées sur le décalage vers le rouge (redshift) donnent une distance de 61,800 ± 2,536 Mpc (∼202 millions d'al), ce qui est à l'extérieur des valeurs de la distance de Hubble. Notons cependant que c'est avec la valeur moyenne des mesures indépendantes, lorsqu'elles existent, que la base de données NASA/IPAC calcule le diamètre d'une galaxie et qu'en conséquence le diamètre de NGC 2598 pourrait être d'environ 33,5 kpc (∼109 000 al) si on utilisait la distance de Hubble pour le calculer. 
La classe de luminosité de NGC 2598 est I.
- Note : le programme Aladin ainsi que les bases de données Simbad et LEDA identifient NGC 2597 à la galaxie NGC 2598.)

## Groupe de NGC 2595
La galaxie NGC 2598 fait partie du groupe de NGC 2595. Ce groupe de galaxies comprend au moins 10 autres galaxies, dont NGC 2582 et NGC 2595.